# フロリダ州立大学システム
フロリダ州立大学システム（英語: State University System of Florida）は、アメリカ合衆国フロリダ州の州立大学群。本部はタラハシーにある。

## 構成機関
- フロリダ州立大学
- フロリダ大学
- フロリダA&M大学（英語版）
- サウスフロリダ大学
- フロリダ・アトランティック大学
- ウェストフロリダ大学（英語版）
- セントラルフロリダ大学
- フロリダ国際大学
- ニュー・カレッジ・オブ・フロリダ（英語版）
- ノースフロリダ大学
- フロリダ・ガルフコースト大学（英語版）
- フロリダ・ポリテクニック大学（英語版）